# Iglesia de Santa María (Íscar)
La iglesia de Santa María es un templo católico ubicado en la localidad de Íscar, Provincia de Valladolid, Castilla y León, España. Es de estilo románico-mudéjar.
Actualmente, está considerada como BIC (Bien de Interés Cultural) (fue declarada Monumento histórico-artístico perteneciente al Tesoro Artístico Nacional mediante decreto de 3 de junio de 1931).

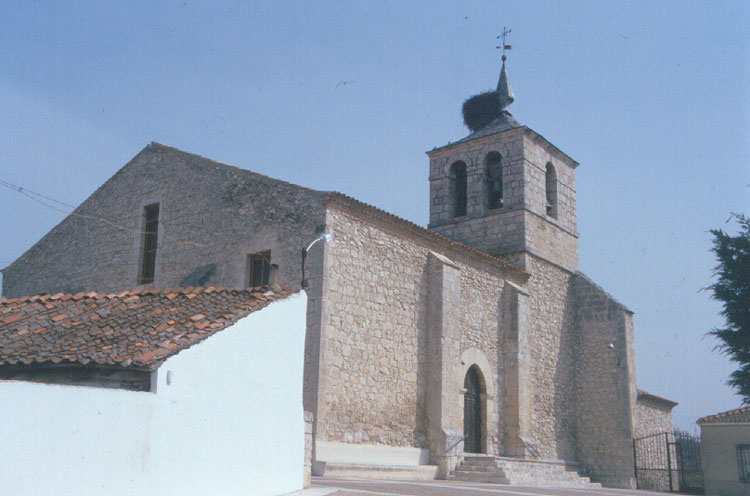
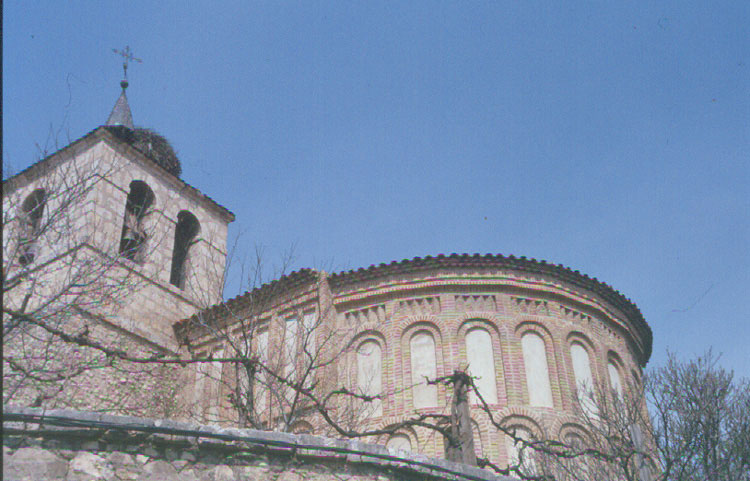
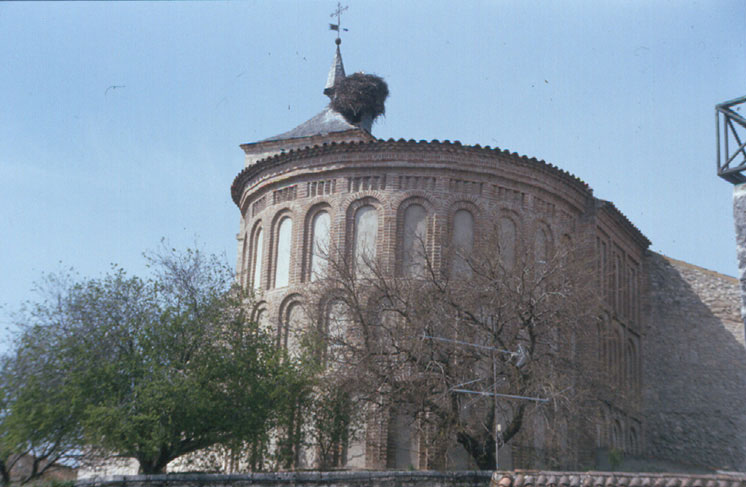
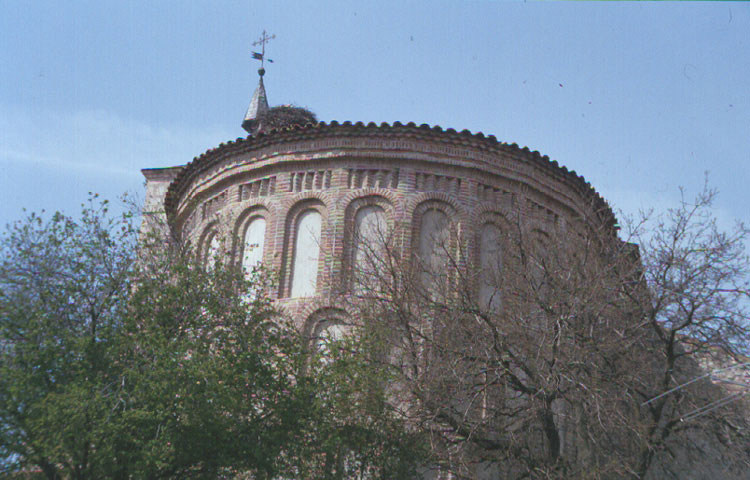